# John Acquaviva

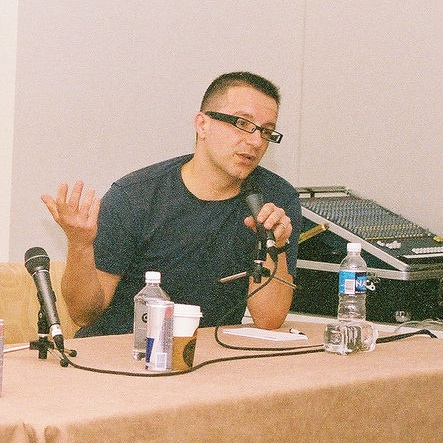
John Acquaviva

John Acquaviva (* 1963 in Orsara di Puglia) ist ein kanadischer Techno-/House-DJ und Musikproduzent, der den Stil maßgebend mitgeprägt und innerhalb dieses Genres einige kleine Revolutionen (vor allem im Bereich der technischen Hilfsmittel) ausgelöst hat.

## Biografie
Geboren wurde John Acquaviva in Süditalien. 1967 wanderten seine Eltern nach Kanada aus. Seither lebt er in London, Ontario. 
1980 begann er mit dem Plattenauflegen, zunächst auf Schulpartys, dann auch auf House-Partys. 1989 traf er auf Richie Hawtin. Beide verband der Enthusiasmus für die elektronische Musik aus Detroit. Gemeinsam gründeten sie das Musiklabel Plus 8. Künstler wie Speedy J, Kenny Larkin, Cybersonik (John Acquaviva, Richie Hawtin und Daniel Bell), F.U.S.E. und Plastikman (beide Richie Hawtin) veröffentlichten bei dem Label ihre Musik.
Ab Mitte der 90er wurde John Acquaviva als DJ immer gefragter und wurde international erfolgreich. Richie Hawtin hatte schon früher Erfolg, so dass sie beschlossen, das Label Plus 8 ruhen zu lassen, da sie ihre Ziele erreicht hatten.

## Diskografie

### Veröffentlichungen als John Acquaviva
- Groove Machine (Underdog (Canada))
- Soul At Midnight (Hörspielmusik)
- The Thumb Generation (Serial Killer Vinyl, 2003)
- Metal Detector (Hörspielmusik, 2004)
- Bling (Dubmental Records, 2005) – zusammen mit Madox
- Zombie (Blu Fin, 2005) – zusammen mit Lützenkirchen
- Hunter Gatherer (G-Force Records (Sweden), 2006)
- No Fear (Blue Fin, 2006) – zusammen mit Lützenkirchen
- Stammheim Morning (Da Da Da) – speziell für das Stammheim in Kassel

### Veröffentlichungen als (Co-)Produzent
Plus 8:
- States Of Mind – Elements Of Tone (1990)
- Cybersonik – Technarchy (1990), Backlash (1991), Thrash (1991)
- Kenny Larkin – We Shall Overcome (1990), Integration (1991)

Sonstige Labels:
- Two Guys In The Basement – Clockwerk (LESR (Niederlande), 1991)
- Las Americas – Worship (Definitive (Canada), 1993), Look, Listen, Love (1994)
- John Acquaviva Presents The James Gang  – Skills (Studio !K7, 1998)

### Remixe (Auswahl)
- Kenny Larkin – We Shall Overcome
- Robotman – Do Da Doo
- Vapourspace – Gravitational Arch Of 10
- Marmion – Schöneberg
- Ofra Haza  – Love Song
- Karotte – As It Comes
- Soussol – Sol

### DJ Mixes
- Richie Hawtin & John Acquaviva Present X-Mix 3 – Enter: Digital Reality! (Studio !K7, 1994)
- From Saturday To Sunday Mix Vol. 1–5 (Clubstar, 2000–2004)
- Transmissions Vol. 1 (Virgin Music (Canada), 1996)
- John Acquaviva_Presents Skills_ (Studio !K7, 1998)
- Cream CD (Turbo (Canada), 1999)
- John Acquaviva – Connected (Yul Records, 2001)  Die weltweite Premiere des DJ Tools Final Scratch als „Live“-Aufzeichnung.
- Back To Basics (Clubstar, 2004)
- Back To The Future (Toptrax, 2009)